# Comitatul Solnoc-Dăbâca
Comitatul Solnoc-Dăbâca, cunoscut și ca Varmeghia Solnoc-Dăbâca (în maghiară Szolnok-Doboka vármegye, în germană Komitat Szolnok-Doboka), a fost o unitate administrativă a Regatului Ungariei, care a funcționat în perioada 1876-1920. Capitala comitatului a fost orașul Dej.

## Geografie
Comitatul Solnoc-Dăbâca se învecina la vest cu Comitatul Sălaj (Szilágy), la nord-vest cu Comitatul Sătmar (Szatmár), la nord-est cu Comitatul Maramureș (Máramaros), la est cu Comitatul Bistrița-Năsăud (Beszterce-Naszód) și la sud cu Comitatul Cluj (Kolozs). Râul Someș (Szamos) curge pe teritoriul comitatului. Suprafața comitatului în 1910 era de 4.786 km², incluzând suprafețele de apă.

## Istorie
Comitatul Solnoc-Dăbâca a fost înființat în anul 1876, când structura administrativă a Transilvaniei a fost schimbată. El a fost format prin unirea vechiului comitat Solnocul Interior (Belső-Szolnok) cu partea apuseană a Comitatului Dăbâca (83 de sate), 48 de localități din Chioar, comunele Uioara, Șieu, Sic și orașul Gherla..
În 1918, urmată fiind de confirmarea Tratatului de la Trianon din 1920, comitatul, alături de întreaga Transilvanie istorică, a devenit parte a României. După primul război mondial are loc reorganizarea administrativă a zonei, comitatul Solnoc-Dăbâca devenind județ cu același nume și fiind format din 8 plase, 4 secretariate comunale, 82 secretariate cercuale, 312 comune rurale, 2 comune urbane, cu reședința tot în orașul Dej. La solicitarea subprefectului noului județ, denumirea noului județ Solnoc-Dăbâca va fi modificată în județul Someș, prin Decretul Regal nr. 2465/1925.
În perioada 1940-1944, această regiune a fost ocupată de Ungaria, în urma Dictatului de la Viena. Teritoriul Comitatului Solnoc-Dăbâca este actualmente împărțit între județele Cluj (centrul și sudul, cu orașul Dej), Maramureș (nordul), Bistrița-Năsăud (estul) și Sălaj (vestul).

## Demografie
În 1910, populația comitatului era de 251.936 locuitori, dintre care: 
- Români -- 189.443 (75,19%)
- Maghiari -- 52.181 (20,71%)
- Germani -- 6.902 (2,73%)

## Subdiviziuni
La începutul secolului 20, subdiviziunile comitatului Solnoc-Dăbâca erau următoarele:
| Districte (járás)                          | Districte (járás)                      |
| District                                   | Capitală                               |
| ------------------------------------------ | -------------------------------------- |
| Bethlen                                    | Bethlen --- Beclean                    |
| Csákigorbó                                 | Csákigorbó --- Gârbou                  |
| Dés                                        | Dés --- Dej                            |
| Kápolnokmonostor                           | Kápolnokmonostor --- Copalnic-Mănăștur |
| Kékes                                      | Kékes --- Chiochiș                     |
| Magyarlápos                                | Magyarlápos --- Târgu Lăpuș            |
| Nagyilonda                                 | Nagyilonda --- Ileanda                 |
| Szamosújvár                                | Szamosújvár --- Gherla                 |
| Districte urbane (rendezett tanácsú város) |                                        |
| Dés --- Dej                                |                                        |
| Szamosújvár --- Gherla                     |                                        |